# Timothy Laurence
Sir Timothy James Hamilton Laurence (Camberwell, 1 de marzo de 1950) es un oficial retirado de la Marina Real británica y el segundo marido de la princesa Ana, la única hija de la reina Isabel II. Laurence fue caballerizo de la reina desde 1986 hasta 1989.

## Biografía
Timothy James Hamilton Laurence nació en Camberwell, al sur de Londres, siendo el hijo del comandante Guy Stewart Laurence (también vendedor de un fabricante de motores marinos) y de Barbara Alison Laurence, nacida Symons (f. 2/7/2019). Tiene un hermano mayor, Jonathan Dobree Laurence (n. 1947).
Laurence fue educado primero en la Escuela Preparatoria New Beacon y luego en Sevenoaks School, Kent, y también en el University College, de la Universidad de Durham, con una beca Naval, donde realizó un grado de ciencias (en Reino Unido hay grados de ciencias y grados de artes), obteniendo una calificación de 2.1 (equivalente a un notable alto) en Geografía.
Fue capitán del equipo de críquet de dicho centro de estudios.

## Carrera naval
Fue ascendido a guardiamarina el 1 de enero de 1968, y se desempeñó como alférez el 1 de enero de 1970. Al salir de Durham completó su formación inicial en el Britannia Royal Naval College Dartmouth, y fue enviado al HMS Aurora. Fue ascendido a alférez de navío en solo diez meses, el 1 de marzo de 1972.
En 1973 se unió al HMS Vernon y en el siguiente año prestó servicios en el dragaminas HMS Pollington.
Laurence sirvió brevemente como oficial de navegación del yate real HMY Britannia, y 1980 a 1982 en el mismo puesto en el destructor HMS Sheffield. Tomó el mando del patrullero HMS Cygnet en Irlanda del Norte en 1982, como parte de las patrullas contra los traficantes de armas del IRA.
Después de asistir a HMS Dryad para un curso de oficial principal de la guerra, Laurence fue ascendido a capitán de corbeta (1 de marzo de 1985), y enviado a la fragata HMS Alacrity. Estudió en la Royal Australian Navy (RAN) el Curso Tactics (RANTACCS) en HMAS Watson, Sídney, en marzo de 1986, durante la cual le fue notificado su nombramiento como personal de primera, comenzando a trabajar en abril de 1986 como caballerizo de la reina. Fue ascendido a capitán de fragata el 31 de diciembre de 1988.
En octubre de 1989 fue destinado a la nueva fragata HMS Boxer, y asumió el cargo de comandante el 30 de enero de 1990, a la edad de 39 años.
Entre 1992 y 1994, Laurence fue incorporado al personal naval en el Ministerio de Defensa, en Londres. El 16 de mayo de 1994 fue nombrado como primer asistente militar del secretario de Estado de Defensa (Malcolm Rifkind), para proporcionar asesoramiento militar en su oficina privada.
Laurence fue ascendido a capitán de navío el 30 de junio de 1995, y hasta 1996 estuvo al mando de la fragata HMS Cumberland. En mayo de 1996, la nave había regresado del Mar Adriático, donde el HMS Cumberland sirve en la OTAN, liderada por la IFOR. El 27 de agosto de 1996 Laurence tomó el mando de la fragata HMS Montrose, y fue capitán del Plymouth, un escuadrón de cinco fragatas. Hasta octubre de 1996, el buque se encontraba en el Atlántico Sur, patrullando las islas Malvinas.
Desde julio de 1997 estaba de regreso en el Ministerio de Defensa, en un principio en el Estado Mayor Naval y luego, a partir de junio de 1998, adscrito a la promoción de comodoro, como miembro del Equipo de Implementación para la Revisión Estratégica de la Defensa.

## Actualidad
Desde enero de 1999 fue becario visitante en el St. Anthony College (Oxford), donde escribió un trabajo sobre la relación entre la asistencia humanitaria y mantenimiento de la paz. Fue enviado luego a unirse a los servicios del Colegio de Comandos y Estado Mayor como comodoro asistente (navío), desde el 15 de junio de 1999.
Desde 2001 hasta la primavera de 2004 estaba de vuelta en el Ministerio de Defensa, como director de Recursos y Programas de la Marina de Guerra.
Laurence fue ascendido a contralmirante (a partir del 5 de julio de 2004), desempeñándose como asistente del jefe del Estado Mayor de Defensa, responsable de Recursos y Planes, julio de 2004. El 30 de abril de 2007 fue ascendido a vicealmirante, y se desempeñó como director general de los Estados de la Defensa (adoptando el nombre de Organización de Infraestructura de Defensa, a partir de 2008).
Se convirtió en jefe de la profesión para la comunidad del Gobierno británico de gestión de la propiedad del activo en julio de 2009. La comunidad incluye a los profesionales de la construcción, adquisición y administración de bienes inmuebles e instalaciones, gestión de contratos. La Real Institución de Supervivientes Autorizados (RICS) ha hecho a Laurence miembro de honor, en reconocimiento de este período muy importante por la responsabilidad de gestión de activos.

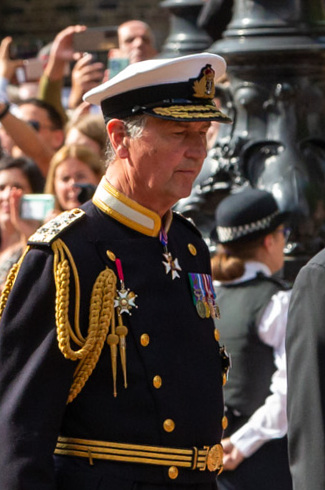
Laurence, en 2022.

Se retiró de la Armada en agosto de 2010 y ahora sigue una agenda, principalmente de intereses no ejecutivos y de caridad, con un énfasis particular en la propiedad y la regeneración. Es miembro de la Junta Directiva de la empresa de gestión de proyectos, Capita Symonds, es presidente no ejecutivo de los promotores inmobiliarios, Regeneración Dorchester, y está actuando de presidente de Saturnland, una empresa de nueva creación especializada en la recuperación del sitio y la regeneración. Como asesor superior militar para PA Consulting, contribuye con su trabajo la propiedad, así como el asesoramiento en cuestiones de defensa. Está en los Consejos de Patrimonio Inglés, la Commonwealth War Graves Commission, el Royal National Lifeboat Institution y la compañía de preservación HMS Victory. Entre sus otros intereses incluyen: tenis, golf, vela, deportes de campo y visitas de campo de batalla.

## Matrimonio
Conoció a la princesa Ana cuando trabajaba como caballerizo de la reina, una vez su primer matrimonio con el capitán Mark Phillips había acabado. El comandante Laurence y la princesa Ana se casaron el 12 de diciembre de 1992, en una ceremonia celebrada por la Iglesia de Escocia, en la iglesia parroquial Crathie Kirk de Crathie, cerca del Castillo de Balmoral, puesto que la Iglesia de Escocia permite el matrimonio de personas divorciadas. Debido a este matrimonio, es padrastro de Peter y Zara Phillips.
No recibió ningún título de nobleza por el matrimonio, pero fue nombrado caballero por la reina el 15 de junio de 2011, con la dignidad de caballero comendador de la Real Orden Victoriana, orden de la que ya era miembro desde 1989. Tiene el título aparejado de sir desde entonces, en 2011.
La princesa Ana se quedó con su finca, Gatcombe Park, en Gloucestershire, después de divorciarse de su primer marido. Timothy y la princesa tienen una sección propia para ellos en el Palacio de St. James.

## Distinciones honoríficas
Nacionales
- Medalla General de Servicio [con mención en despachos] (18/10/1983).[2]
- Miembro de la Real Orden Victoriana (23/08/1989).[3]
- Medalla Conmemorativa del Jubileo de Oro de Isabel II (06/02/2002).[4]
- Compañero de la Honorabilísima Orden del Baño [división militar] (16/06/2007).[5]
- Caballero comendador de la Real Orden Victoriana (14/06/2011).[6]
- Medalla Conmemorativa del Jubileo de Diamante de Isabel II (06/02/2012).[4]
- Medalla Conmemorativa del Jubileo de Platino de Isabel II (06/02/2022).[7]
- Medalla Conmemorativa de la Coronación de Carlos III (06/05/2023).

Extranjeras
- Caballero compañero de la Orden de la Estrella de Melanesia (Papúa Nueva Guinea, 29/09/2005).[8]